# 新加坡法律

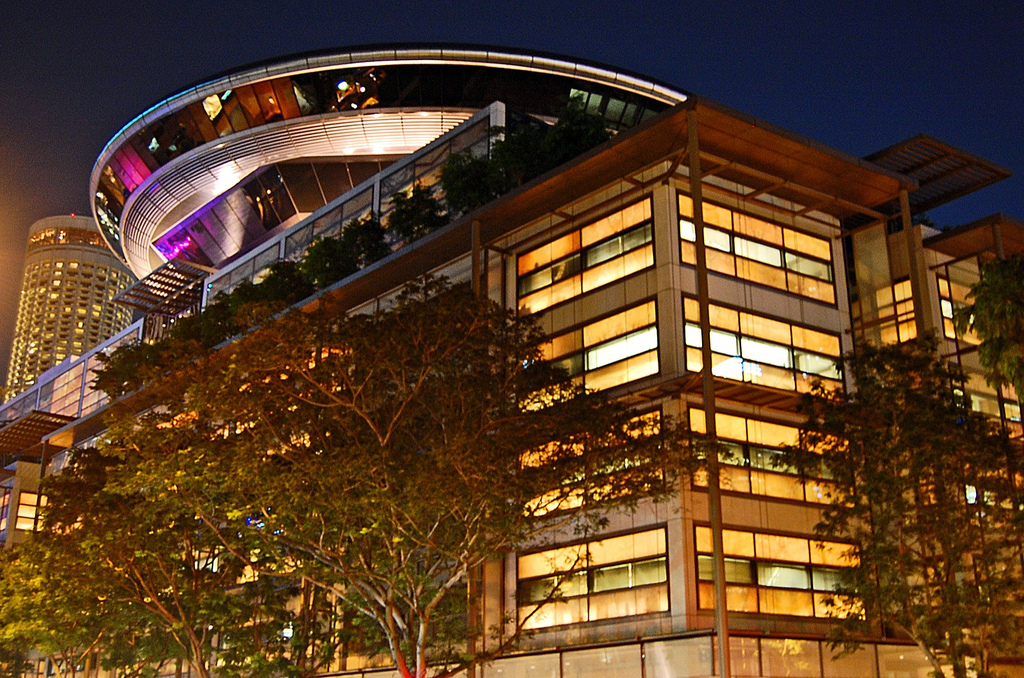
新加坡最高法院，攝於2007年7月

新加坡法律（英語：Law of Singapore）是基於英格蘭普通法法系。主要法律範圍－尤其是行政法，契約法，衡平法與信託法，物權法以及侵權法大部分是以判決先例為依據，再以法典為修正補助。其他主要法律範圍如刑事法、公司法以及家事法則幾乎完全是以法典為依據。
當爭論點觸及傳統普通法原則、或是對適用於新加坡的英格蘭法典的法律解釋，或是基於英格蘭法典所立的新加坡法典的法律解釋，新加坡法官除了參照新加坡法庭判決先例，也仍舊會參照英格蘭法庭判例。近年，新加坡法庭也傾向於參考其他主要英聯邦司法體系如澳大利亞和加拿大判例（尤其當這些司法體系的判例原則與英格蘭法律有不同看法與詮釋）。
一些新加坡法典並非基於英格蘭法典，而是源自於其他司法體系法典。在這種情況下，新加坡法庭會審視出自法典原始司法體系的法庭裁決。於是在對源自於印度法典的證據法典（第97章）以及刑事法典（第224章）做釋法時，新加坡法庭時不時會查閱印度法律。
另一方面，秉持著憲法詮釋應該基於憲法內文字內容而非與其他司法體系作出類比的原則，同時由於外國在經濟、政治、社會、其他方面狀況與新加坡國情有差異，所以在觸及新加坡憲法的釋法中，新加坡法庭仍舊不願參考外國法律資料。
在英國殖民地時期頒布的某些法令如內部安全法（第143章）（在特殊情況下允許無審訊扣留）和社團法（第311章）（管制社團的設立），以及當時實施的鞭刑和死刑仍然是新加坡法律的一部分。

## 歷史

### 1826年以前
现代意义上的新加坡于1819年2月19日由英属东印度公司职员兼明库连总督副官——斯坦福·莱佛士爵士（Sir Stamford Raffles）创立。英国设立新加坡的目的在于抗衡荷兰在东亚贸易中的强大势力。在征得柔佛苏丹和天猛公的许可后，东印度公司获得在新加坡岛上设立“工厂”的权利。1824年，新加坡岛被全部割让予东印度公司。一般认为，在英国取得新加坡治权之前，该地实际由柔佛天猛公负责管理。天猛公所属的柔佛苏丹国继承马六甲苏丹国法统，而二者均有成文法例。另外，所谓“习惯法”（该译名一定程度上存在纰漏）的风俗法（Adat law）亦可能在前殖民时期存在于此地。尽管如此，学界对于1824年之前的新加坡实际可用的法律仍知之甚少。英国殖民者同时认为在他们对新加坡实行管治之前，该地并未有任何有效法律。

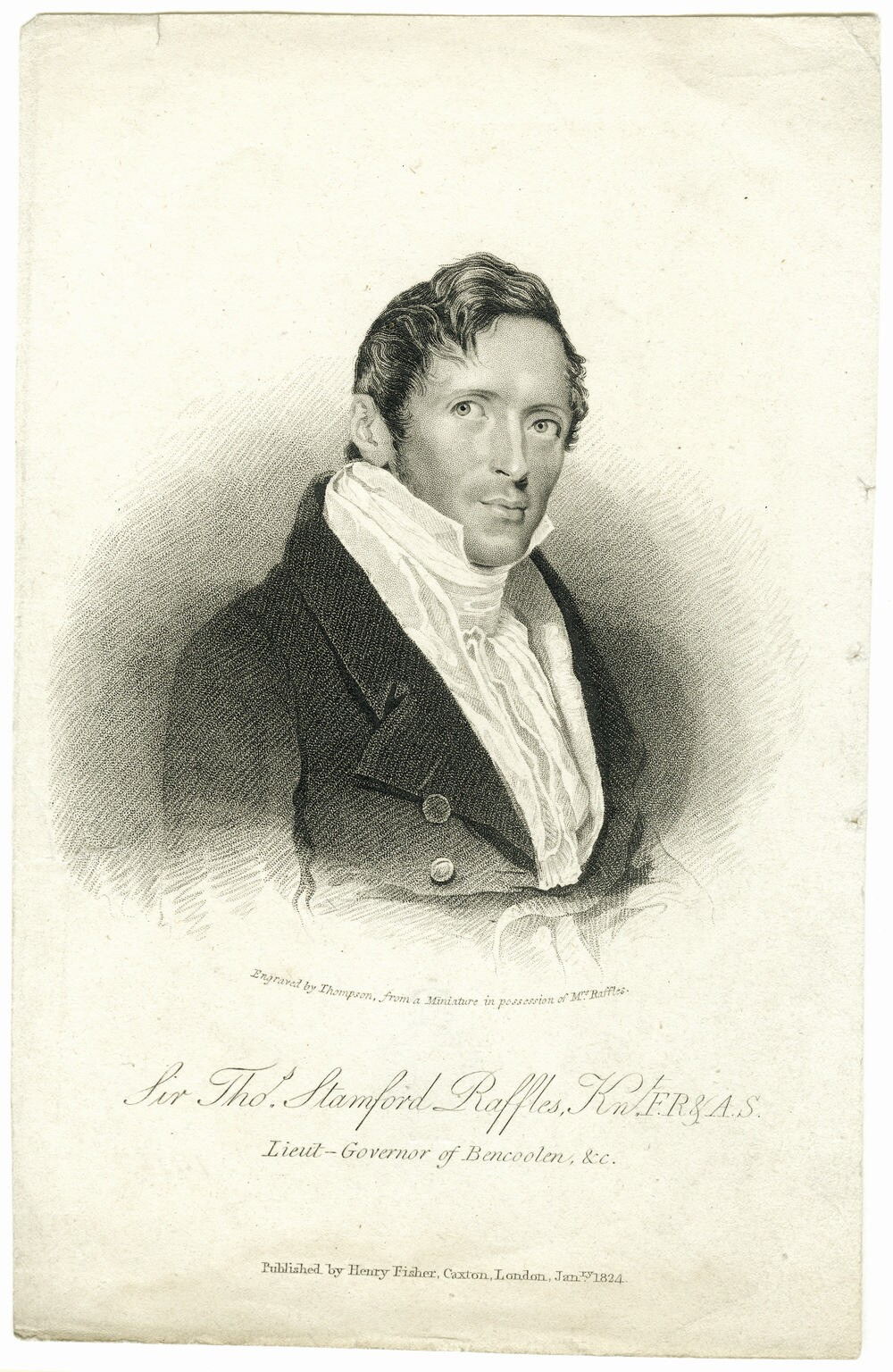
斯坦福·莱佛士爵士

1823年，莱佛士颁布关于新加坡管治的行政命令。1823年1月20日生效的第三号条例（Regulation III）设立新加坡的地方推事制，以管理英国殖民统治下的一切人口。地方推事则被要求“视乎地方实情，遵循英国司法制度”及“尽可能避免繁文缛节，并按实质公正原则作出判决，尽忠职守、不偏不倚地履行其义务。” 然而，因为莱佛士擅自颁布法令属僭越行为，其条例本身即有违法之嫌（尽管莱佛士有权在明库连殖民政府监督下在新加坡设立‘工厂’，但他无权将新加坡岛直接置于明库连辖下）。就此而言，莱佛士明显将柔佛苏丹许可其在新加坡‘设厂’的条约等同于割让新加坡。同年，莱佛士指派约翰·克劳福德（John Crawfurd）出任新加坡首席居民（等同于总督一职）。克劳福德出于对莱佛士所设立的司法体系的合法性的怀疑，宣布撤销地方推事对投机商人予以鞭刑并没收其财产的决定。最终，克劳福德废除推事制，代之以由总督副官监察的上访法庭（Court of Request，一种英格兰及威尔士地区的小型衡平法法庭）。上访法庭主要负责处理小型民事案件，而其余的案件全部交付由总督亲自主持的总督法庭（Resident’s Court）处理。克劳福德无权主导准据法的判决，故他只负责判决有关英国法律通例的案件。在审理这些案件的过程中，克氏亦尽可能考虑到当地各阶级居民的特点及行为方式。不幸的是，这些法庭缺乏法律基础，亦未能对在新欧洲人形成约束力。凡涉及英国公民的重案需转交加尔各答处理。不然，总督除宣布驱逐嫌犯以外别无他法。

### 1826年至1867年：印度管轄時代
1826-1867
依据《工资及津贴法案（印度）》，英国王室可向海峡殖民地发出授权组织司法机构的特许状。英属东印度公司为此提交呈请以申领该状。东印度公司陈述的理由如下：为在威尔士王子岛、新加坡及马六甲设立“相应之法庭及法官，以兹管理司法事务、保障私人及公共之人身财产安全、审判并惩处凡种罪行。”云云……
英国王室批准该呈请后，于1826年11月27日发出第二份皇室宪章。该宪章订明成立一个管辖威尔士王子岛、新加坡及马六甲的司法法庭，并授予其“依据公平正义原则进行审理及宣判”的权力。该条款日后成为海峡殖民地引入普通法的法律依据。当代认为该条款令所有所有英国普通法及衡平法所涵盖的法例于1826年11月27日在海峡殖民地生效（注：除非这两种法律被认定不适用于当地情况或无法由修改达到保障公正的目的）。
宪章规定由海峡殖民地总督及法庭所在地的议员共同主持司法法庭。同时，另指派一名法官（称为‘书记法官’）。然而，首任书记员约翰·托马斯·克拉里奇爵士（Sir John Thomas Claridge） 任内便遭遇问题。克拉里奇爵士抱怨总督和议员拒绝受理司法事务，亦不愿全部参与法庭工作。同时，法庭亦缺乏足够数量且能有效工作的职员和翻译。尽管克拉里奇原定从威尔士王子岛出发前往新加坡和马六甲主管两地的法庭工作，但囿于旅费及食宿安排的争议，他最终拒绝出任该职。因此，总督罗伯特·富尔顿（Robert Fullerton）及议员肯尼斯·默奇森（Kenneth Murchison）被迫于1828年5月22日在新加坡亲自主持第一次巡回法庭，而卡特里奇最终于1829年被召回英国。
宪章并未将立法权授予总督或议会，亦没有任何其他个人或组织获此权力。立法权事实上归印度殖民政府和英国议会所有。依据1813年《东印度公司法案》，威尔士王子岛本身拥有相当有限的制定税收条例的权力。该地政府以此为据向海峡殖民地颁布了9条法令。然而，1830年6月20日，东印度公司降低了威尔士王子岛的地位，故威尔士王子岛无权再向海峡殖民地立法。因是，海峡殖民地的立法权被让渡与孟加拉总督。此后，孟加拉总督向海峡殖民地订立了4条法令。

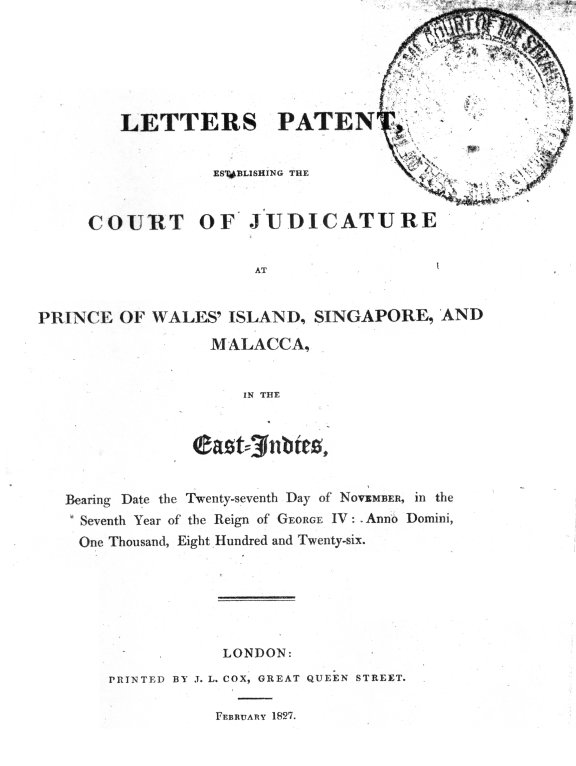
1826年第二份皇家宪章标题页，新加坡最早的司法体系由此确立

随着海峡殖民地的降级，总督之位及议会均被废除。富尔顿以此认定其本人及议员将无权继续就第二份宪章所规定领导司法运作。1830年年末，富尔顿在离任赴英之前关闭法庭并废除了已有的法律系统，随即引发了司法层面的混乱。因未能有法庭可以有效解决商业纠纷，商团骚动迭起。当时在新加坡的总督副官默奇森受压组织了一个法庭。然而，因为代理注册署署长詹姆士·洛奇（James Loch）判定该法庭不合法，法庭随之关闭。1831年9月，海峡殖民地的商人上诉至英国议会。直至此时，东印度公司方才认定富尔顿的做法有误。随之，公司决定恢复总督及议员职务，以便令其继续按照宪章所定管理司法工作。1832年6月9日，司法法庭重开。随之，2年休庭期内积压的许多案件得以审理。
1833年，英国议会通过《印度政府法案》，以兹增进东印度公司的管理水平。印度总督会同议会（Governor General in Council）获得单独立法的权力。由此，海峡殖民地的“印度法案”时期正式开始。
1855年8月12日颁发的第三份宪章重组了司法法庭。改革后的法庭拥有两位书记法官，一位负责威尔士王子岛，另一位则统管新加坡及马六甲。
1858年通过的新版《印度政府法案》废除了东印度公司。由此，其名下领地悉数归为英国王室所有，并由刚刚指派的印度事务大臣代为接管。易主之后，殖民地的法律体系则没有发生改变，故印度总督得以继续为海峡殖民地立法。不幸的是，此时期内许多由总督签署通过的法案并不直接涉及海峡殖民地，且很难判定哪些法律适用于该殖民地。直至1889年《成文法修订条例》（No.8 of 1889, Ind.）通过之后，这种乱象才有所改观。该《条例》委托数名特派员调查立法程序，并授权他们将所有在印度通过且已形成效力的法案编纂成册。故此，任何未能被囊括进该汇集的法案将即刻失效。

### 1867年至1942年：英國直轄時代
根据《海峡殖民地法案》，海峡殖民地于1867年4月1日正式脱离英属印度，独立成为一个皇家殖民地。新成立的立法机构被授权为海峡殖民地制订法律。在该立法机构通过的法例均被称为“条例”（ordinance）。
依据1868年《最高法院条例（海峡殖民地）》，海峡殖民地的司法法庭被宣布废除，并随之建立起殖民地的最高法庭。同时，总督及议会议员亦不再出任庭内法官。
1873年，重组后的最高法院由一位首席法官、一位驻槟城的法官、一名高级助理法官及一名低级助理法官组成。法院下设新加坡（马六甲）与槟城两个分院。随着新加坡成为海峡殖民地的政治中心，高级助理法官应要求须驻新加坡，而低级助理法官则驻槟城。最高法院在民事诉讼方面亦担任上诉法院的职能。1878年，随着英国国内司法架构的调整，法官的司法权和定居权变得更为灵活。这也意味着最高法院的地域性划分失去其原有作用。 同时，这次改革确立了由最高法院、上访法庭、推事法庭、死因裁判法庭及太平绅士共同组成的司法体系的最高层级。由最高法院提请的上诉将首先由英国终审法院处理，再交由女王陛下会同枢密院（Her Majesty in Council）做最终裁定。
1878年，《民事法案》第5条的前身被引入海峡殖民地法律。该条例规定当地的案件涉及任何可确定类别的法律或通用的商法，判决时应当引用同时期英国法律中对应的条款，除非已有任何当地制定的成效法律中的条款适用于该案。鉴于最高法院在判案过程中已出现援引英国案例法（其所含条款并未在殖民地生效）的倾向，推行这条法律实有必要。当时的普遍观念亦认为普通法应适用于大英帝国全境。然而，第5条例的含糊措辞令实际判决中很难决断是否有特定的成文法可用于当地案例。该条例在1979年经历一次主要的修订，但语义方面的问题仍未得到有效解决。第5条例最终于1993年被撤回。
根据1885年《法庭条例修正案》，重新改组后的最高法院包括了一名首席法院和三名助理法官。1907年，最高法院的司法管辖权再度修订。法院被分为民事庭和刑事庭两部分。两个法庭均被赋予初审管辖权和上诉管辖权。同时，地区法庭和治安法庭（police court）取代了推事法庭。上诉庭亦被废除，因为其司法管辖权自1873年设立以来日益缩减。新加坡司法体系在二战前作了两次主要修改：1934年，新设立一个刑事上诉法庭；1936年，最高法院分拆为最高法院和终审法院。

### 1942年至1946年：日據時代與英國軍政時代
第二次世界大战期间，新加坡被日军攻陷。1942年2月15日，新加坡进入军事管治时期。因为同时有数个政府或军事机构有权订立法律，这段时期内的立法权归属问题相当复杂。依据权力大小排列，共有下述机构实际参与立法：日本南方军最高指挥部、日本陆军第25军总部、军事管理部、马来亚军管总部及昭南特别市市政府。这些机构制订了相当数量的规定、法例及布告，有时甚至无视指挥权的先后次序。然而，在遇到条例内容冲突的时候，视乎制订机构的层级高低而定。当日本占领新加坡之后，所有已存在的殖民地法院便终止运作。1942年4月7日公布的一道命令宣布了日军军事法庭的成立。5月27日公布的另一个公告恢复了原有的民事法庭。公告同时宣布在不与日本军事管制冲突的情况下，先前的法律仍可适用于新加坡。昭南最高法院于5月29日成立。尽管原计划成立一个上诉法庭，但实际未能成行。日本占领时期法庭作出的判决的有效性存在一定争议。战后，一部份法庭认为日本法庭依据法律作出的裁决实际有效。亦有部分法院认为由于日本占领当局并未根据海峡殖民地的法律设立法庭，故执行这些法律的法庭本身不具司法权。
1945年9月12日，日本在新加坡正式投降。根据1945年1号公告，东南亚盟军最高司令宣布在新加坡建立英国军事管治，统筹司法、立法、行政三权，并由最高司令麾下的部队对马来亚全境内一切人员及财产全面实行司法管辖。公告同时规定日本对新加坡的占领结束后，除了现存部分由民政总长认定可用于军事管理的法律之外，一切战前的法律及习俗将予以保留。换言之，凡在日本军政府治理下发布的公告或颁布的法令将失去效力。根据1945年第23号公告，新加坡民政副总长规定一切在日本军政府时期由法庭作出的裁定无效，所有认定疑犯有罪或倾向于认定其有罪的判决亦悉数撤销。民事诉讼程序则依据日占时期法庭的裁定和1946年第3号《民事诉讼条例》（Civil Proceedings Ordinance）进行判决。《条例》授权战后的法庭重新审核、修改或推翻日占时期法庭作出的判决。

### 1946年至1963年：海峽殖民地的結束：新加坡為單獨直轄地與自治邦
1946年77号公告于当年3月18日宣布终止英国军事管理，并在4月1日生效。1946年《海峡殖民地（廢止）法令》（Straits Settlements (Repeal) Act）解散了海峡殖民地。新加坡作为新成立的殖民地同年依据《新加坡殖民地枢密令》（Singapore Colony Order in Council） 1946年，依据《英国殖民地法令》（British Settlements Acts），新加坡独立成为一个新的殖民地，而新成立的立法議会有权为新加坡的和平有序的管治进行立法。海峡殖民地高等法院与终审法院随之亦成为新加坡高等法院及终审法院。

1958年，新加坡获得内部自治的权力，国名也随之改成“新加坡国”（State of Singapore）。 此次政治改革是围绕枢密院关于新加坡所颁发的《新加坡（制宪）枢密院令》（Singapore(Constitution)Order in Council）所进行的，而同年通过的《新加坡国法令》（State of Singapore Act 1958）则为《枢密院令》提供了法理依据。新加坡立法議会在政改后成为主要有民选议员组成的新加坡议会（Legislative Assembly）。在此期间，除了有限的变动之外（例如1955年改革治安法庭），法院的基础架构仍旧保持战前的规制。

### 1963年至1965年：脫離大英帝國並與馬來西亞合併
新加坡于1963年9月16日加入了马来西亚联邦，并终止英国殖民地地位。新加坡并入马来西亚的法理依据来源于同年的《马来西亚法案》（Malaysia Act 1963）及《沙巴、沙捞越及新加坡（制宪）枢密院令》（the Sabah, Sarawak and Singapore (State Constitutions) Order in Council）。1963年的《枢密院令》规定了所有在新加坡生效的法律将继续被执行，直至“根据新宪法及《马来西亚法案》的需要进行相应的修正、改动、限制或废止”。由于新加坡成为联邦中的一州，新加坡的立法机构也作出相应的调整。新的议会仅能在《马来西亚联邦宪法》的框架下进行立法。《联邦宪法》第75条规定：“如果构成联邦的各州法律有任何与联邦法律相抵触的部分，该部分将不具法律效力。”在此期间，相当一部分的马来西亚法律，包括《马来联邦州条令》（Federated Malay States Enactments）及《马来亚联盟及联邦条例》（Malayan Union and Federation of Malaya Ordinances）的有效范围扩展至新加坡。直至今日，这些法律中的部分条款（不少已作出修改）仍在新加坡使用。
根据《马来西亚法案》，马来西亚的司法权归联邦法院、马来亚高等法院、婆罗洲高等法院和新加坡高等法院所有。新的司法系统于《司法法院法案》（Courts of Judicature）于1964年3月16日生效。新加坡殖民地最高法院被马来西亚设在新加坡的高等法院取代。最高法院的司法权仅限于新加坡境内

### 1965年至今：獨立主權國時代

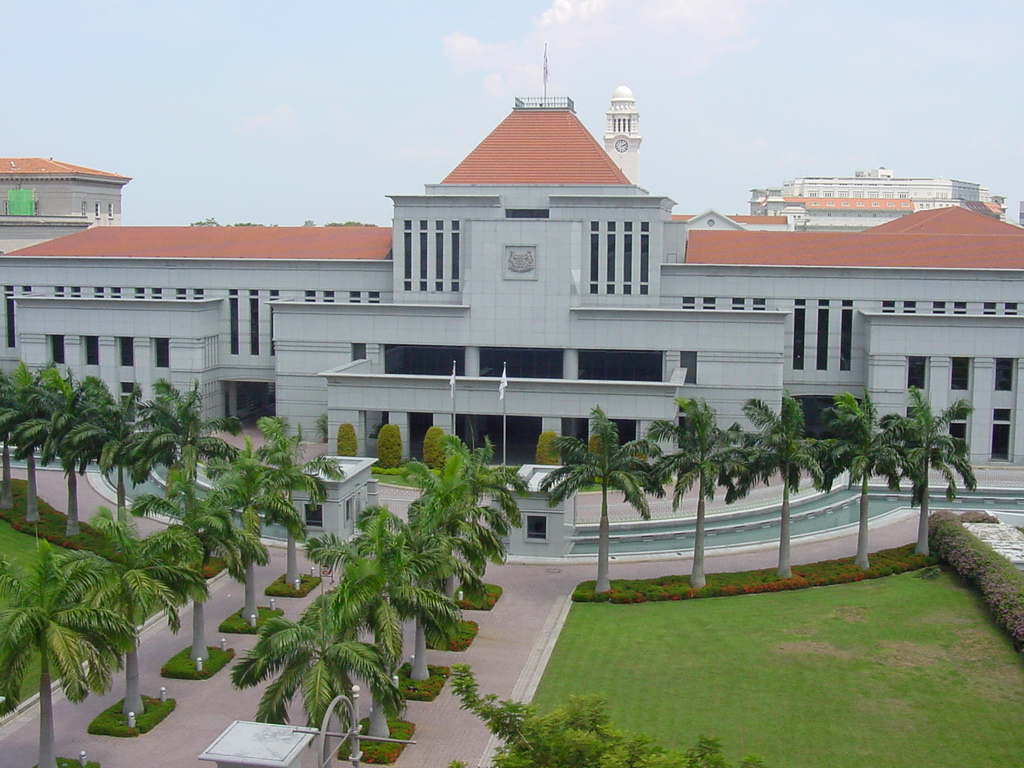
新加坡國會大廈，於1999年10月4日開幕

新加坡与马来西亚的合并仅仅持续了2年之久。1965年8月9日，新加坡被驱逐出马来西亚联邦，成为一个独立的共和国。1965年8月7日新加坡与马来西亚签署《新加坡独立协定》（Independence of Singapore Agreement），令新加坡的独立正式生效。新马两国尔后通过的4项法案进一步确立并执行了由《协定》所带来的政治体制变动。这些法案分别为马来西亚《宪法与马来西亚法案（新加坡修正案）》（Constitution and Malaysia (Singapore Amendment) Act, 1965）、《宪法（修正案）法案》（Constitution (Amendment) Act 1966）及新加坡《宪法（修正案）法案》（Constitution (Amendment) Act 1965）与《新加坡共和国独立法案》（Republic of Singapore Independence Act 1965）。《独立法案》第5部分规定马来西亚国家元首的立法权不再对新加坡有效，而新加坡总统及议会将行使新加坡的立法权。 此外，除根据新加坡独立后的实际需求进行相应修订、改动和废除的情况以外，所有现存的法律将继续有效。今日，新加坡议会作为新加坡的国家机构行使新加坡的立法权。
新加坡独立时，新加坡国会并未对司法体系作出任何修改。因而， 新加坡高等法院在最初4年甚至仍为马来西亚法院系统的一部份。直至1969年修订后的宪法规定建立独立的最高法院之后，此怪状才予以改正。然而，宪法同样保留了枢密院司法委员会对新加坡终审权。新加坡最高法院被分为两部分：（1）由上诉庭和刑事诉讼庭组成的上级部门（主理民事及刑事诉讼）；及（2）由新加坡高等法院构成的下级部门。

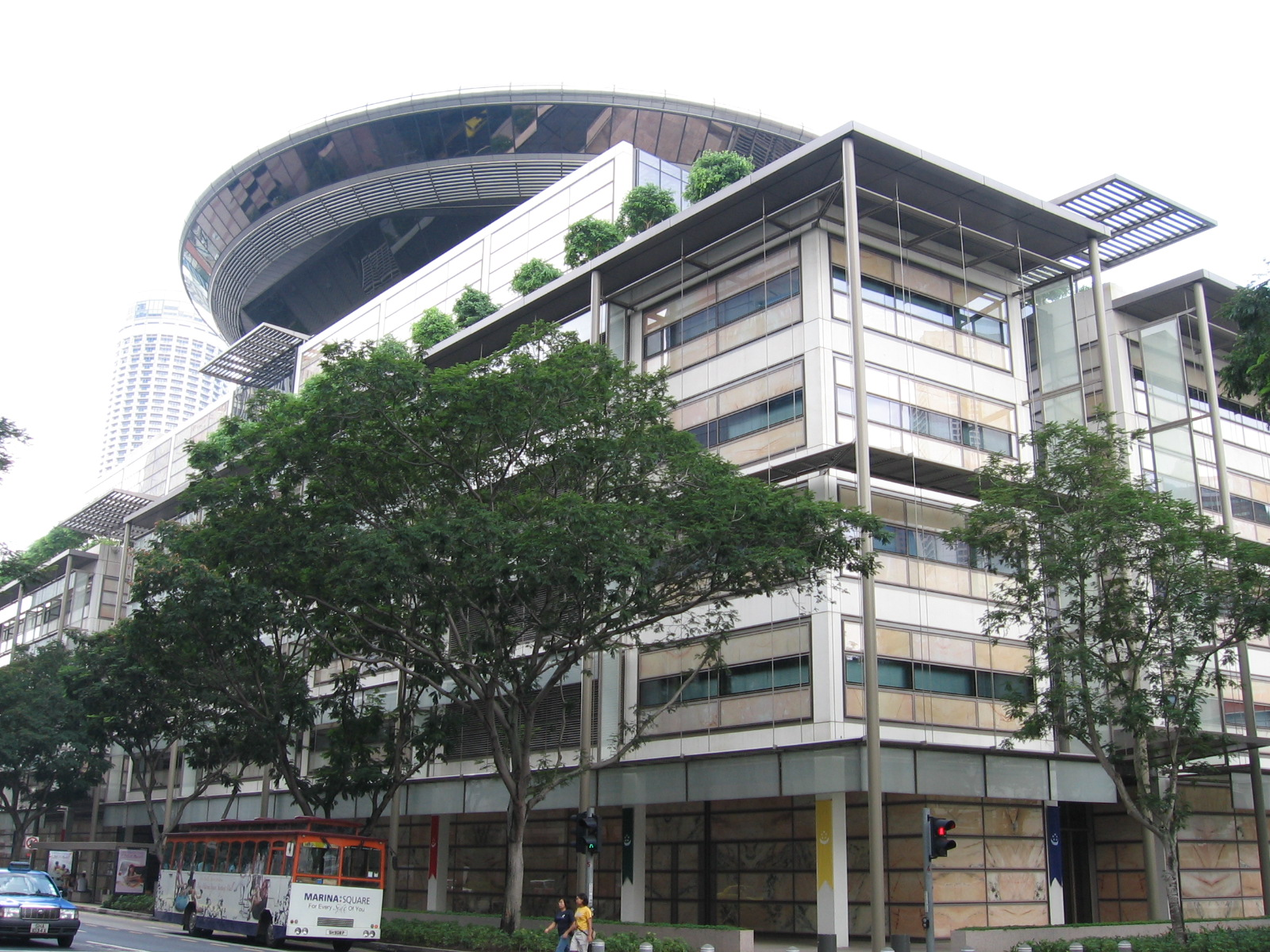
最高法院大廈，由Foster & Partners設計，於2005年6月20日投入服務，照片攝於2006年8月

1970年，新加坡的初等法院进行重组。自此之后，初等法院由地区法庭、推事法庭、少年法庭及死因裁判庭组成。1989年，新加坡首次对向英国枢密院提出的上诉进行限制。同修订的法律规定仅在（1）民事案件中当双方在上诉法庭进行研讯之前均同意的情况下；或（2）涉及死刑的刑事案件中刑事诉讼庭法官并未作出一致裁决时，方可向枢密院法委会提出上诉。值得注意的是，枢密院不久前裁定曾因作伪证而被除名的律师兼反对党领袖惹耶热南（Joshua Benjamin Jeyaretnam）应重获律师职位，并认定原有判决不公。1993年，原有的民事和刑事上诉庭终止运作，两个法庭合并成为一个新的上诉庭，而上诉庭的法官亦不再需要有高等法院的工作经验。首席大法官兼任上诉法庭的庭长。随着永久性的上诉法庭的建立，向枢密院提出上诉请求的机制也终于1994年4月8日废止。上诉法庭于同年7月11发布声明，宣布在“认定既往上诉庭及枢密院判例具有名义约束力的前提下，法庭可就原有判例不公或不符合新加坡法律的情况下撤销原判。”同时，考虑到重审合同、财产及其他合法权益案件的复杂性，上诉庭承诺将审慎行使该权力。今日，新加坡上诉法庭是新加坡的最高法庭。
1993年11月12日，《英国法推行法案》（Application of English Law Act 1993）废除了《民法法案》第5节，从而确保了新加坡司法体系的独立性。《推行法案》旨在订明英国法律在新加坡的适用程度。《推行法案》声明在《法案》通过前所有在新加坡实际使用的英国普通法（包括衡平法准则及条例），仍为新加坡法律体系的组成部分，但这些法律须符合新加坡的实情并在一定条件下须作出修改。而对于英国殖民时期订立的条例或规定，除《法案》（附件）列明的以外，均不再具法律效力。

## 法律來源

### 立法

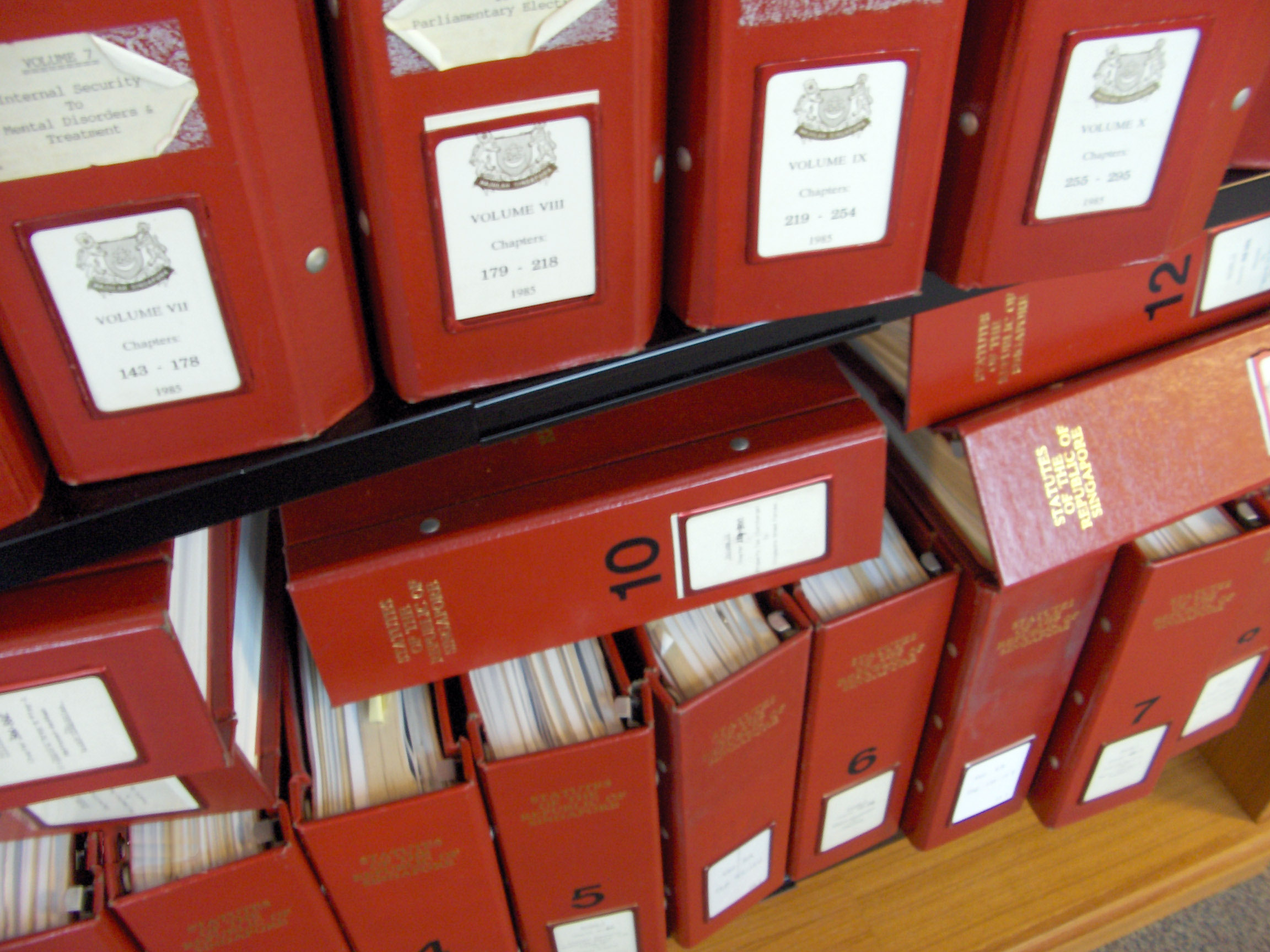
摄于新加坡最高法院图书馆（即旧市政厅大楼）的《新加坡共和国法例》（1985年至今）

新加坡的立法（指成文法）分为制定条例及附属法例两部分。条例指新加坡国会制定的成文法律及英国国会、印度总督及海峡殖民地议会等立法机构在过去为新加坡制定的法律。
新加坡国会成立前由上述机构制定的法律若未有被废止，今日仍在新加坡适用。新加坡最重要的成文法是《新加坡共和国宪法》。因为《宪法》是新加坡的最高法律，任何与宪法相抵触的法律均可被宣布无效。活页形式（红色封面装订）出版的《新加坡共和国法例》（Statues of the Republic of Singapore）收录了新加坡国会制定的成文条例及1993年《英国法应用法案》规定适用的英国法例。该《法例》亦有由司法部提供的电子版本。
附属法例（又称‘授权法’或‘从属法’）指由政府各部部长及其他通过相关条例（通常称为“母法”(Parent Act)）获权立法的行政机构（例如法定委员会等）所制定的成文法。经由附属立法程序制定的法例目前收录在活页形式（黑色封面装订）出版的《新加坡共和国附属法例》（Subsidiary Legislation of the Republic of Singapore）中。 新刊宪的附属条例则可见于电子版《政府宪报》。

### 判決先例
由于新加坡采用普通法系，法院作出的判决可作为法律依据。即是说，法院在裁定时既可参照现有的法例及附属法例，也可依据以往作出的判决及其衍生出的法律准则。大部分新加坡的法律，包括合同法、衡平法、信托法、财产法和侵权行为法，均由法庭判例衍生而出（尽管这些法律也在不同程度上受到成文法的影响）。1992年以后出版的《新加坡法律报告》（Singapore Law Reports, SLR）收录了高等法院、上诉法院和宪法法庭的判决记录。《报告》为新加坡最高法院独家授权新加坡法律学院（Singapore Academy of Law）发布。法律学院之后又将1965年新加坡独立后的判例收录在《报告》的特别版中，并在目前筹备重新印行这些案例。由《报告》收录的案例及最高法院及下级法院未公开的判决可见于学院运营的收费网站LawNet，新加坡、马来西亚和文莱以外的用户可以通过另一个收费网站Justis阅览这些案例。

### 慣例（習慣法）
惯例通常指被行为发起人所认为具有法律意义的、约定成俗的行为或行为过程。然而，除非在判例中获得认可，惯例一般不具有法律上的效力。例如：除非定义明确、合理且不与现有法律抵触，所谓的司法或商贸惯例并不能被当做法律。因惯例在新加坡作为次要法律来源之一，故并未大量得到司法方面的认可。

## 刑法

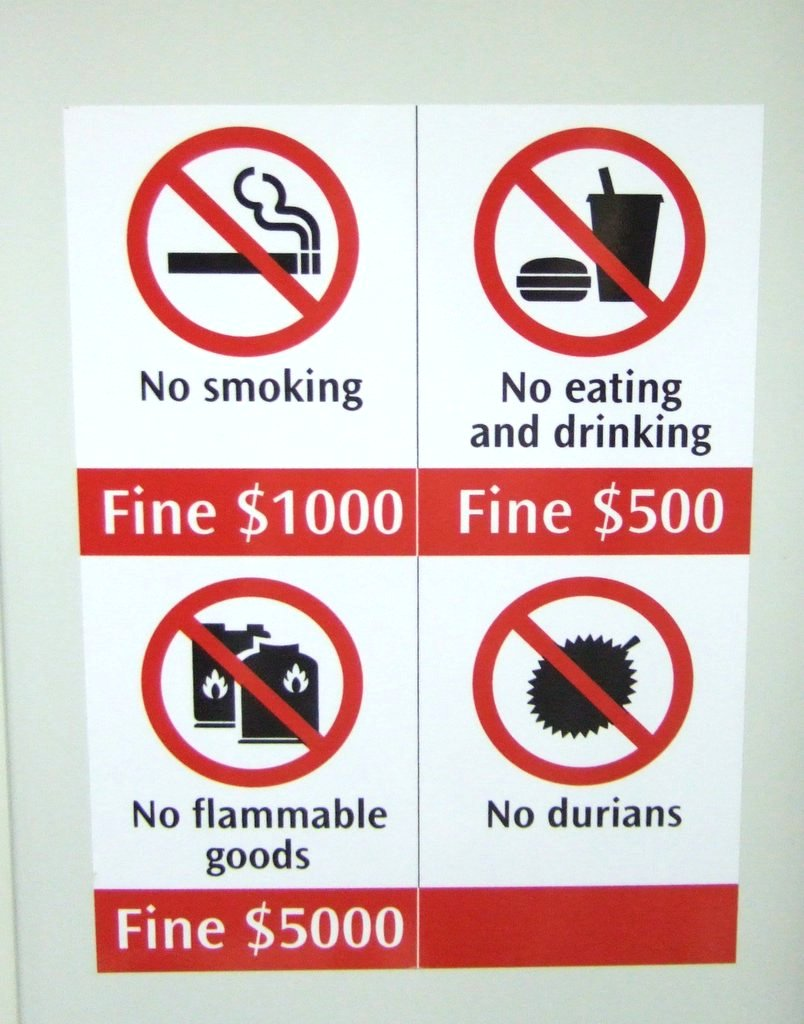
新加坡的快速公交系统所禁止的一系列行为（包括吸烟、携带榴莲等）

新加坡刑法很大程度上以成文法形式呈现。新加坡的《刑事法典》订明了刑法的主要原则、普通刑事犯罪（例如：杀人、盗窃及欺诈）的构成元素及惩处方式。其他形式的犯罪则由例如《武器袭击法案》（Arms Offences Act）、《绑架法案》 （Kidnapping Act）、《毒品滥用法案》（Misuse of Drugs Act）及《破坏法案》（Vandalism Act）内的条文订明。
除此之外，许多在其他国家不具危害性的行为在新加坡属非法行为。例如：如厕后不冲厕所、乱丢垃圾、乱穿马路、拥有淫秽物品、销售口香糖及某些男性间的性行为。无论如何，新加坡拥有全球最低的犯罪率，暴力犯罪则非常罕见。
新加坡保留了体罚（鞭刑）和死刑（绞刑）制度，但只在极其严重的犯罪中使用。在新加坡的司法制度下，这些惩罚对于一部份犯罪行为（例如：贩运一定数量的毒品）是必要的。

### 綜合
- Chan, Helena H[ui-]M[eng], , 新加坡: Butterworths Asia, 1995年, ISBN 978-0-409-99789-7.
- Lim, Min (编), , 新加坡: 新加坡女律師協會, 2005年, ISBN 978-981-3065-97-0.
- Myint Soe, U.,  4th, 新加坡: 银行与金融学院, 2001年, ISBN 978-9971-9900-9-1.
- Phang, Andrew Boon Leong, , 新加坡: Butterworths, 1990年, ISBN 978-0-409-99588-6.
- Phang, Andrew Boon Leong, , 新加坡: 新加坡法律协会, 2006年, ISBN 978-981-05-7194-8.
- Sheridan, L[ionel] A[stor] (编), , 英國倫敦: Stevens, 1961年, OCLC 1838341.
- Tan, Kevin Y[ew] L[ee] (编), , 新加坡: 新加坡法律协会; Marshall Cavendish Academic, 2005年, ISBN 978-981-210-349-9.
- Tan, Kevin Y[ew] L[ee] (编),  第二版, 新加坡: 新加坡國立大學出版社, 1999年, ISBN 978-9971-69-213-1.
- 第三版, 新加坡: 新加坡女律師協會, 2002年, ISBN 978-981-04-5152-3.

### 商業法
- Phang, Andrew Boon Leong (编), , Singapore: Academy Publishing, 2012, ISBN 978-981-08-8692-9.
- Shenoy, George T.L.; Loo, Wee Ling (编), , Singapore: Cengage Learning Asia, 2009, ISBN 978-981-425-373-4.

### 憲政法
- Tan, Kevin Y[ew] L[ee]; Thio, Li-ann,  3rd, Singapore: LexisNexis, 2010, ISBN 978-981-236-795-2.
- Thio, Li-ann; Tan, Kevin Y[ew] L[ee] (编), , London; New York, N.Y.: Routledge-Cavendish, 2009, ISBN 978-0-415-43862-9.
- Thio, Li-ann, , Singapore: Academy Publishing, 2012, ISBN 978-981-07-1516-8.

### 刑事法
- Chan, Wing Cheong; Hor, Michael Yew Meng; Ramraj, Victor V[ridar], , Singapore: 律商聯訊, 2005年, ISBN 978-981-236-409-8
- Chan, Wing Cheong; 潘, 文龍, , 新加坡: Singapore Journal of Legal Studies, 新加坡國立大學法律系, 2001年, ISBN 978-981-04-3720-6.
- Yeo, Stanley Meng Heong; Chan, Wing Cheong; Morgan, N[eil] A., , 新加坡: 律商聯訊, 2009年, ISBN 978-981-236-680-1.

### 其他法律範圍
- Chan, Gary Kok Yew; Lee, Pey Woan, , Singapore: Academy Publishing, 2011, ISBN 978-981-08-8691-2.
- Leong, Wai Kum, , Singapore: Butterworths Asia, 1997, ISBN 978-0-409-99888-7.
- Tan, Sook Yee; Tang, Hang Wu; Low, Kelvin F[att] K[in],  2nd, Singapore: LexisNexis, 2009, ISBN 978-981-236-732-7.

## 外部連結

### 新加坡法律
- Information on the Singapore legal system from the website of the ASEAN Law Association
- Law in Singapore – an index by the C.J. Koh Law Library, National University of Singapore （页面存档备份，存于）
- LawNet （页面存档备份，存于）
- Singapore Statutes Online – a service of the Attorney-General's Chambers, Singapore （页面存档备份，存于）
- SingaporeLaw – a service managed by the Singapore Academy of Law and Ministry of Law, Singapore （页面存档备份，存于）

### 政府部門與機構
- 新加坡總檢查署 （页面存档备份，存于）
- 律政部
  - 部門
    - 社區調解中心
    - 產業處理及信託局
    - 法律援助局

  - 法定機構
    - 新加坡知識產權局 （页面存档备份，存于）
    - 新加坡土地管理局 （页面存档备份，存于）

  - 局
    - 上訴局（土地徵用）
    - 版權局
    - 新加坡土地測量師局

### 國會
- Parliament of Singapore （页面存档备份，存于）

### 法庭
- 新加坡最高法院
- 新加坡初级法庭
  - 新加坡家事法庭
  - 新加坡少年法庭
  - 小額賠償法庭
- 新加坡回教法庭 （页面存档备份，存于）

### 替代爭議解決方式
- 社區調解中心
- 新加坡國際仲裁中心 （页面存档备份，存于）
- 新加坡調解中心 （页面存档备份，存于）

### 司法教育
- Board of Legal Education (BLE)
- IP Academy, Singapore
- Nanyang Technological University (NTU) — College of Business (Nanyang Business School)
  - Division of Business Law
- National University of Singapore (NUS) （页面存档备份，存于）
  - Centre for International Law (CIL) （页面存档备份，存于）
  - Department of Business Policy, NUS Business School
  - Faculty of Law （页面存档备份，存于）
    - Asian Law Institute (ASLI) （页面存档备份，存于）
    - Asia-Pacific Centre for Environmental Law (APCEL) （页面存档备份，存于）
    - Centre for Commercial Law Studies (CCLS) （页面存档备份，存于）
- Singapore Management University (SMU)
  - School of Law
- Temasek Polytechnic — Temasek Business School
  - Diploma in Law and Management

### 司法協會與組織團體
- Law Society of Singapore （页面存档备份，存于）
- Singapore Academy of Law 美國國會圖書館的存檔，存档日期2002-10-15
- Singapore Corporate Counsel Association （页面存档备份，存于）
- ASEAN Law Association, Singapore front page